# Musée d’art moderne de la Ville de Paris

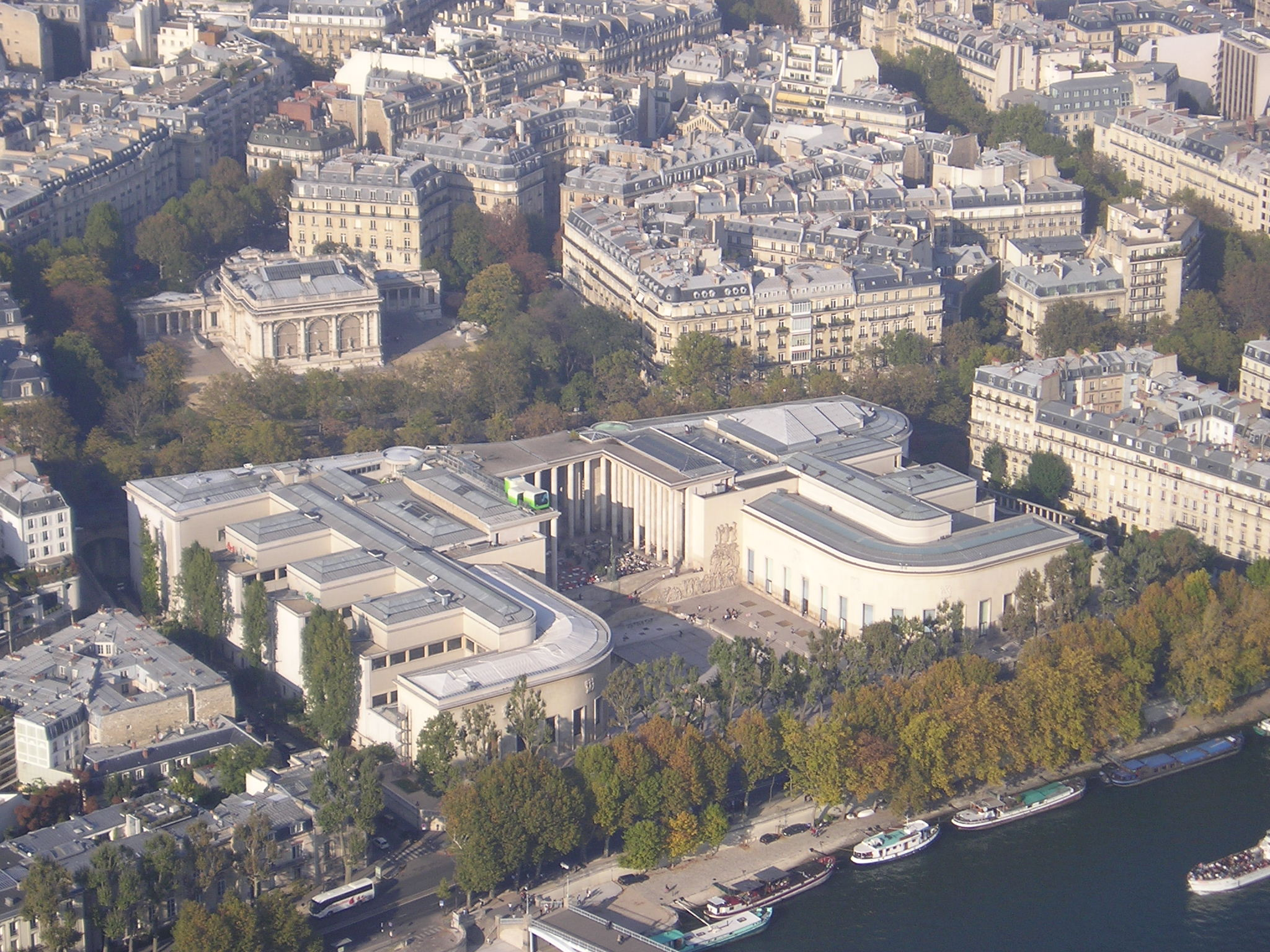
Südseite des Palais de Tokyo mit dem Musée d’art moderne de la ville de Paris im rechten Flügel

Das Musée d’art moderne de la Ville de Paris (kurz MAM; zu Deutsch Museum für Moderne Kunst der Stadt Paris) ist ein kommunales Museum der modernen Kunst im 16. Arrondissement von Paris und belegt den Ostflügel im Palais de Tokyo. Es gliedert sich in die zwei Sammlungsbereiche moderne Kunst und zeitgenössische Kunst. Es ist eines der 14 Museen der Stadt Paris, die seit dem 1. Januar 2013 von der städtischen Einrichtung Paris Musées verwaltet werden.

## Geschichte
Das Gebäude wurde für die Weltausstellung von 1937 errichtet. Anlässlich dieser Ausstellung wurden unter anderem Werke von Henri Matisse (La Danse), Pierre Bonnard (Le Nu dans le bain und Le Jardin), Robert Delaunay (L’équipe de Cardiff), André Derain (La Rivière), Fernand Léger (Les Disques), André Lhote (L’Escale), Édouard Vuillard (vier Werke Portraits d’artistes), Jean Metzinger (L’Oiseau bleu), große Bühnendekorationen von Robert und Sonia Delaunay, Albert Gleizes und Jacques Villon erworben.
Seine offizielle Eröffnung als Pariser Museum für Moderne Kunst fand 1961 statt. Die Sammlung hat internationale Bedeutung, deren Kern sich zuvor im Museum Petit Palais befand. Darüber hinaus bereichern Schenkungen von Emanuele Sarmiento, Mathilde Amos und Ambroise Vollard den Sammlungsbestand.

## Organisation
Das Museum untersteht der Stadt Paris, ebenso ist der Ostflügel des Palais de Tokyo in Pariser Besitz. Die Direktoren werden vom Pariser Bürgermeister ernannt.

### Direktoren
- René Héron de Villefosse (1961–1968)
- Jacques Lassaigne (1968–1981)
- Bernadette Contensou (1981–1988)
- Suzanne Pagé (1988–2006)
- Fabrice Hergott (2007–)

Das Museum hat jährlich rund 800.000 Besucher. Unterstützung erhält das Museum durch den Förderverein Amis du Musée d’art moderne de la Ville de Paris.

## Moderne Kunst
Die inzwischen mehr als 15.000 Werke umfassende online zugängliche Sammlung dokumentiert die verschiedenen Kunstströmungen des zwanzigsten Jahrhunderts und beherbergt neben den Ankäufen von 1937 eine wichtige Sammlung deutscher zeitgenössischer Künstler von:
Pablo Picasso, Georges Braque, Henri Matisse, Emile Othon Friesz, Wilhelm Lehmbruck, Maurice de Vlaminck, Georges Rouault, Raoul Dufy, Marie Laurencin, Pierre Bonnard, Édouard Vuillard, Albert Marquet, Henri Laurens, Jacques Lipchitz, Jean Metzinger, Albert Gleizes, André Lhote, Juan Gris, Alexander Archipenko, Ossip Zadkine, Marcel Duchamp, Francis Picabia, František Kupka, Robert und Sonia Delaunay, Fernand Léger, Jean Hélion, Auguste Herbin, Joaquín Torres García, Natalja Gontscharowa, Luigi Russolo, Amedeo Modigliani, Giorgio de Chirico, Alberto Magnelli, Gino Severini, Kees van Dongen, Bart van der Leck, Jean Arp, Sophie Taeuber-Arp, Maurice Utrillo, Suzanne Valadon, André Derain, Moise Kisling, Marcel Gromaire, Marc Chagall, Chaim Soutine, Tsuguharu Foujita, Alexander Calder, Alberto Giacometti, Jean Crotti, Man Ray, Max Ernst, André Masson, Victor Brauner, Hans Bellmer, Roberto Matta, Wifredo Lam, Jean Fautrier, Jean Dubuffet, Bernard Buffet, Pierre Soulages, Nicolas de Staël, Zao Wou Ki, Pierre Alechinsky, Henri Michaux, Étienne-Martin, Antoni Tàpies, Lucio Fontana, Yves Klein, Arman, Martial Raysse, Jean Tinguely, Christo, Victor Vasarely, François Morellet, Carlos Cruz-Diez, Bridget Riley, Daniel Buren, Nam June Paik, Mario Merz, Giuseppe Penone, Luciano Fabro, Simon Hantaï, Bertrand Lavier, Bernard Frize, Jean-Michel Othoniel, Robert Rauschenberg, Keith Haring, John Heartfield, James Lee Byars, Peter Doig, Otto Freundlich, Anton Räderscheidt, Hannah Höch, Hans Hartung, Gerhard Richter, Georg Baselitz, Sigmar Polke, Jörg Immendorff, Wolf Vostell, Andreas Gursky, Markus Lüpertz, Antonius Höckelmann, Thomas Schütte, Thomas Ruff, Gisèle Freund, Gloria Friedmann, Rosemarie Trockel, Albert Oehlen, Per Kirkeby, Marcel Broodthaers, Zeng Fanzhi und vielen anderen.

### Kunstdiebstahl 2010
In der Nacht des 20. Mai 2010 ereignete sich in dem Museum ein Kunstdiebstahl, bei dem insgesamt fünf Gemälde mit einem geschätzten Wert von bis zu 100 Millionen Euro gestohlen wurden (andere Schätzungen gehen von 50 Mio. Euro aus). Der Diebstahl, bemerkt kurz vor Türöffnung gegen 6.50 Uhr, wurde auf Video aufgezeichnet. Ein Täter drang dabei, ohne die Alarmanlage auszulösen, von der Rückseite des Museums ein. Er brach dabei ein Vorhängeschloss auf und zerschnitt eine Fensterscheibe. 2012 konnten der Täter und zwei seiner Komplizen festgenommen, die Bilder blieben jedoch bis heute verschwunden.
Die gestohlenen Werke sind: Frau mit Fächer (1919) von Amedeo Modigliani, Taube mit grünen Erbsen (1912) von Pablo Picasso, Der Olivenbaum bei L’Estaques (1907) von Georges Braque, Pastoral (1905) von Henri Matisse und Stillleben mit Kerze von Fernand Léger.

## Zeitgenössische Kunst im ARC
Das Département de l’ARC (Animation, Recherche, Confrontation), MAMARC, auch MAM/ARC, ist die Abteilung für zeitgenössische Kunst am Musée d’art moderne de la Ville de Paris. Es wurde im Dezember 1966 von Pierre Gaudibert und der Kuratorin Suzanne Pagé errichtet und hatte bis 1988 einen selbständigen Status. Die erste Ausstellung fand im Januar 1967 statt. Seine Ausstellungen stellen viele der wichtigsten Künstler der Gegenwart vor, oft in Form einer Retrospektive. Von 1973 bis 1988 unterstand es Suzanne Pagé. Gegenwärtig wird das ARC von Laurence Bossé und Angeline Scherf geleitet (Stand: 2011).

## Liste einiger Einzelausstellungen des ARC
Eine vollständige Übersicht findet sich in dem von Suzanne Pagé herausgegebenen Werk: La Collection, Paris 2009, S. 574–582.
- Robert Rauschenberg: 1968, Œuvre de 1949 à 1968, 19. Oktober bis 10. November 1968
- Andy Warhol: 1970, Rétrospective, 16. Dezember 1970 bis 14. Januar 1971
- Valerio Adami: 1970, 16. Januar bis 15. Februar 1970
- Annette Messager: 1974, Annette Messager collectionneuse, 25. April bis 2. Juni 1974
- Wolf Vostell: 1974, Environments/Happenings 1958–1974, 17. Dezember 1974 bis 27. Januar 1975
- Erik Dietman: 1975, Vingt années de sueur, 12. Februar bis 16. März 1975
- John Heartfield: 1974, Photomontages, 8. November 1974 bis Januar 1975
- Hannah Höch: 1976, Rétrospective, 30. Januar bis 7. März 1976
- Nam June Paik: 1978/79, Rétrospective, 22. November 1978 bis 8. Januar 1979
- Joan Mitchell: 1982, Rétrospective, Choix des peintures 1970–1982, 25. Juni bis 6. September 1982
- Anselm Kiefer: 1984, 11. Mai bis 21. Juni 1984
- Bernard Frize: 1988, De là ces innombrables noms, 18. Februar bis 10. April 1988
- Sigmar Polke: 1988, Rétrospective, 19. Oktober bis 31. Dezember 1988
- Roland Fischer: 1989, Portraits, 14. Januar bis 12. März 1989
- Jean-Marc Bustamante: 1990, 24. Mai bis 24. Juni 1990
- Thomas Schütte: 1990, 24. Mai bis 24. Juni 1990 – Parallelausstellung zu Bustamante
- Ettore Spalletti: 1991, 28. März bis 26. Juni 1991
- El Lissitzky: 1991, Rétrospective, 2. Juli bis 13. Oktober 1991
- Sophie Calle: 1991, 2. Juli bis 13. Oktober 1991 – Parallelausstellung, auch mit Günther Förg und Patrick Faigenbaum
- Roman Opalka: 1992, 1965/1–∞, 7. Juli bis 4. Oktober 1992
- Michel Verjux: 1992, Un faisceau de fonctions, 7. Juli bis 11. Oktober 1992

1992 fanden zwei Übersichtsausstellungen statt: Vom 22. Oktober 1992 bis 17. Januar 1993 die Ausstellung: Allemagne. Qui, quoi, où? Un regard sur l’art en Allemagne en 1992, und vom 18. November 1992 bis 14. März 1993 Figures des moderne, L’Expressionnisme en Allemagne, 1905–1914 mit Werken aus Dresden, München und Berlin der Gruppen Die Brücke, Der Blaue Reiter und Der Sturm.
- Gerhard Richter: 1993, Rétrospective, 23, September bis 21. November 1993
- Annette Messager: 1995, Faire parade (1971–1995), vom 23. März bis 21. Mai 1995
- Marc Chagall: 1995, Les années russes, 1907–1922, vom 13. April bis 17. September 1995
- Pierre Soulages: 1996, Noir Lumière, Rétrospective, vom 11. April bis 23. Juni 1996
- Nigel Rolfe: 1996, Vidéos 1983–1996, 17. April bis 16. Juni 1996
- Alexander Calder: 1996, Rétrospective, vom 10. Juli bis 6. Oktober 1996
- Georg Baselitz: 1996/1997, Rétrospective, vom 22. Oktober 1996 bis 5. Januar 1997
- Jörg Sasse: 1997, 25. April bis 22. Juni 1997
- Gregor Schneider: 1998, 28. Mai bis 11. Oktober 1998
- Christian Boltanski: 1998, Dernières années, vom 15. Mai bis 4. Oktober 1998
- Mark Rothko: 1999, Rétrospective, 14. Januar bis 25. April 1999
- Carsten Höller – Rosemarie Trockel: 1999, Maisons Häuser, vom 27. Januar bis 28. März 1999
- Pipilotti Rist: 1999, Remake of the Weekend, 22. April bis 19. September 1999 – parallel dazu
- Martine Aballéa: 1999, Hôtel Passager, 22. April bis 19. September 1999
- Douglas Gordon: 2000, Sheep and Goats, 24. Februar bis 14. Mai 2000

Vom 1. Dezember 2000 bis 11. März 2001 wurde durch eine Sonderschau die Pariser Malerschule, die École de Paris, mit ihren damaligen Lehrkünstlern Modigliani, Chagall, Foujita, Zadkine, Lipchitz, Gris, Soutine, Mondrian und Kupka herausgestellt.
- Roni Horn: 1999/2000, Events of Relation, 17, November 1999 bis 23. Januar 2000
- Gillian Wearing: 2001, Sous influence, 10. März bis 6. Mai 2001 – parallele Ausstellung dazu:
- Ann-Sofi Sidén: 2001, Enquête, 10. März bis 6. März 2001
- Carla Arccadi: 2002, 17. Januar bis 3. März 2002
- Olafur Eliasson: 2002, Chaque matin je me sens different. Chaque soir je me sens le même, 22. März bis 12. Mai 2002
- Ivan Kozaric: 2002, Parallelausstellung, 22. März bis 12. Mai 2002
- Philippe Parreno: 2002, Alien Seasons, 31. Mai bis 15. September 2002
- Matthew Barney: 2002/2003, The CREMASTER Cycle, 9. Oktober 2002 bis 5. Januar 2003
- Kasimir Malévitch, 2003, 30. Januar bis 27. April 2003, Zusammenarbeit der Ausstellung mit dem Stedelijk Museum in Amsterdam
- Steve McQueen: 2003, Speaking in Tongues, 7. Februar bis 20. April 2003
- Anne-Marie Schneider: 2003, Fragile incassable, 7. Mai bis 22. Juni 2993
- Tacita Dean: 2003, 7. Juni bis 22. Juni 2003 – Parallelausstellung zu Schneider

Auch 2004 erhielt Annette Messager mit Sous vent vom 9. Juni bis 3. Oktober eine der wiederkehrenden Großausstellungen im Museum.
- Maurizio Cattelan: 2004, Now : Chapelle des Petits Augustins à l’Ècole nationale supérieure des beaux-arts, 2. bis 31. Oktober 2004
- Rirkrit Tiravanija: 2005, Une rétrospective (Tomorrow Is Another Fine Day), 10. Februar bis 20. März 2005
- Pierre Huyghe: 2006, Celebration Park, 2. Februar bis 25. Februar 2006
- Doug Aitken: Ultraworld (2005)
- Dan Flavin: Une rétrospective (2006)
- Cerith Wyn Evans: In Which Something Happens All Over Again for the Very First Time (2006)
- Pierre Bonnard: 2. Februar bis 7. Mai 2006
- Karen Kilimnik (2006/07)
- Dominique Gonzalez-Foerster: Expodrome (2007)
- Fischli & Weiss: Fleurs & Questions: une Rétrospective (2007)
- Kara Walker: Mon Ennemi, Mon Frère, Mon Bourreau, Mon Amour (2007)
- Mathieu Mercier: Sans titres 1993–2007 (2007/08)
- Bridget Riley: Rétrospective (2008)
- Peter Doig: 30. Mai bis 7. September 2008
- Jonathan Monk: Time Between Spaces (2008)
- Giorgio de Chirico: La fabrique des rêves (2009)
- Apichatpong Weerasethakul: Primitive (2010)
- Albert Oehlen: Réalité abstraite (2010)
- Elaine Sturtevant: The Razzle Dazzle of Thinking (2010)
- Georg Baselitz: Baselitz Sculpteur (2011/2012)
- Paula Modersohn-Becker 8. April bis 21. August 2016 Paula Modersohn-Becker L’intensité d’un regard
- Pia Fries: Quatre vents, 9. März bis 20. Mai 2018

## Veröffentlichungen
- La collection. Musée d’art moderne de la Ville de Paris. Sous la direction de Suzanne Pagé. Paris Musées, Paris 2009, ISBN 978-2-87900-888-2.
- L’inventaire des collections du Musée d’art moderne de la Ville de Paris. Direction d’ouvrage Suzanne Pagé. Association Paris-Musées, Paris 2006, ISBN 2-87900-256-7.
- ARC 1973–1983. MAMARC Musée d’art moderne de la Ville de Paris. Rédaction par Suzanne Pagé et Juliette Laffon. Amis du Musée d’art moderne de la Ville de Paris, Paris 1983, ISBN 2-904497-02-1.